# Austroniscus rotundatus
Austroniscus rotundatus là một loài chân đều trong họ Nannoniscidae. Loài này được Vanhöffen miêu tả khoa học năm 1914.